# Radio Mercur
Radio Mercur var en dansk reklameradio, som sendte i perioden 2. august 1958 til 31. juli 1962. Siden hen begyndte Radio Mercur at sende igen d. 13-14-15. august 1962, hvor det så blev endegyldigt stoppet. Radio Mercur var en rent reklamefinansieret radio, som sendte på FM-båndet (88,00 MHz) fra et skib i internationalt farvand i Øresund, og senere også i Storebælt. Så vidt vides var der tale om den første skibsbaserede reklameradio af denne type i verden.

## Den første radiopirat
Radio Mercur udnyttede, at radiosending i internationalt farvand kun var reguleret af internationale aftaler for radiospredning, som ikke havde taget højde for et fastliggende skib, der sendte udsendelser rettet mod land. Inspirationen kom bl.a fra den amerikanske "Voice of America", der sendte fra et skib i Middelhavet og fra reklamesenderen Radio Luxembourg.
Radio Mercur blev oprettet af Peer Jansen og sølvgrosserer Ib Fogh. Radioen blev betegnet som en piratradio, fordi den for første gang siden 1925 brød det danske statslige monopol på radiospredning, som var forbeholdt Statsradiofonien. Senere fulgte andre skibsbaserede radioer ved Sveriges, Hollands og Englands kyster, såsom Skånes Radio Mercur (senere Radio Syd), Radio Nord, Radio Veronica og Radio Caroline. I enkelte tilfælde sendte radioerne fra en landfast station, eksempelvis på nedlagte militærbaser i Themsen ved London. En anden betegnelse for denne type radiostationer, der sendte fra kystområder, er offshore radios.
Radio Mercur, DCR (Danmarks Commercielle Radio), Skånes Radio Mercur, Radio Nord og Radio Syd – de 5 pirater i Skandinavien har nu fået deres egen forening, Scandinavian Offshore Radio Historie. Information om foreningen kan findes på  under Radio Mercur – DCR og andre piratradioer i Norden, samt lidt lyd under radiofilerne.

## Stationen, skibe og udsendelser
Opbygningen af radiostationen bestod af et dansk reklameselskab og udenlandsk registrerede selskaber, som stod bag skib og sender. Udsendelserne blev optaget i studier i land og transporteret ud til sendeskibet i internationalt farvand.
Det første sendeskib var Cheeta Mercur. Den blev senere suppleret af det større Cheeta II, som blev lagt i Storebælt / Kattegat for at dække Fyn og en stor del af Jylland. Den første sender ombord på Cheeta Mercur var konstrueret af cykelmekanikeren og radioamatøren William Pedersen.
Radio Mercur sendte især underholdningsprogrammer, nyere musik og reklamer. Langt de fleste programmer var finansieret af sponsorerende virksomheder. Radioen indførte blandt andet hitliste-programmer i Danmark med en hitliste sponsoreret af Toms Guldbarre med titlen "Ugens Top-Ti". Radioen sendte også kulturprogrammer som "Perspektivkassen" og "Radiosatiren" samt radiospil som "Ugens kriminalgyser".
Stilen var mere direkte og frisk end den, lytterne mødte i den officielle Statsradiofoni, som i øvrigt skiftede navn til Danmarks Radio for at understrege sin monopolstatus. Alligevel trak Radio Mercur flere og flere lyttere, og var sammen med DCR i perioder mere aflyttet end Danmarks Radio ifølge en lytterundersøgelse, som Danmarks Radio fik lavet i 1961.
I efteråret 1960 indledte Radio Mercur et samarbejde med Bang & Olufsen fra Struer om udviklingen af stereoudsendelser til radio. Fra B&O var det chefingeniør E. Rørbæk Madsen, som sammen med Mercurs senderkonstruktør William Pedersen arbejdede sammen om udviklingen af udsendelser på to forskellige FM-frekvenser, som med to modtagere kunne give en stereovirkning. Fra april 1961 kunne Radio Mercur som en af de første radiostationer i Europa sende musik og drama i stereo.
Radio Mercur fik i september 1961 konkurrence fra DCR - Danmarks Commercielle Radio, der blev startet af en gruppe udbrydende medarbejdere fra Radio Mercur. I januar 1962 gik de to konkurrenter sammen og fortsatte under navnet Radio Mercur. Dermed kom Radio Mercur også til at råde over sendeskibet "Lucky Star", som var det skib, de sidste udsendelser blev sendt fra den 31. juli 1962.
I den første svære økonomiske tid lånte Radio Mercurs bagmænd penge af finansmanden Alex Brask Thomsen, hvilket fik mange til at opfatte ham som den egentlige bagmand. Da DCR blev etableret, blev Brask Thomsen igen kontaktet for et lån, og han var medvirkende til, at de to stationer blev fusioneret efter en økonomisk udmattelseskrig. Efter lukningen af Radio Mercur overtog Brask Thomsen sendeskibe og udstyr med henblik på videresalg.

## Lovgivning ændres
Det danske folketing vedtog i juni 1962 en lov, der forbød al medvirken til udsendelser i Radio Mercur. Samtidig vedtog man i Sverige en tilsvarende lovgivning, der var rettet mod de svenske reklamefinansierede piratsendere, Radio Nord ved Stockholm og Radio Syd ved Malmø. Efter et kort forsøg på at fortsætte udsendelserne efter lovens ikrafttræden 1. august 1962, satte de danske myndigheder politiet ind for at standse Radio Mercur ved at opbringe sendeskibet og beslaglægge senderen. Det lykkedes for Radio Syd at fortsætte sine udsendelser helt frem til 1966, da den svenske lov ikke forhindrede fortsat produktion af udsendelser ombord på sendeskibet i internationalt farvand.
Danmarks Radio begyndte 1. januar 1963 at sende et nyt program, P3, også kaldet Musikradioen, der mindede meget om Radio Mercurs populære og uhøjtidelige stil, dog i begyndelse kun i et begrænset tidsrum på døgnet. En række medarbejdere fra Mercur kunne også høres bag mikrofonerne på den såkaldte Musikradio. Blandt andre hørte P3-lytterne Pedro Biker, Hans Vangkilde, Nete Schreiner, Hannah Rahlff og Anders Dahlerup. P3 blev først mange år senere sendt døgnet rundt.
Én af de nye medarbejdere på P3 var Jørgen de Mylius, som var meget inspireret af Radio Mercurs hitlisteprogrammer.
Historien om Radio Mercur har inspireret til den delvist fiktive tv-serie "Mercur" (eng. "Something' rockin'") (2017) med Adam Price som idémand og Jesper Malmose og Søren Frellesen som hovedmanuskriptforfattere. Serien i 10 afsnit er produceret af SAM Productions og blev første gang vist på TV2 Charlie fra den 6. marts 2017.

## Eksempler på reklame
"Er vejret dårligt og humøret sløjt ? Så flyv til Mallorca med Aero-Lloyd!"
"Ford Anglia! - den med den smarte bagrude",
"Ford For Fremtiden",
"Den bedste plads i verden er bag rattet i en Ford" (Jingle med Ib Glindeman's orkester og Pedro Biker)